# Jerome Davis
Jerome Davis (né le 20 août 1977 à Ridgecrest) est un athlète américain, spécialiste du 400 mètres. 

## Biographie
Capitaine d'équipe aux Championnats du monde juniors de 1996, il y récolte trois médailles.
En 1998 il est champion NCAA sur 400 m.
En 1999, il termine troisième des championnats nationaux, ce qui le qualifie pour les championnats du monde. Il sera ultérieurement classé premier, à la suite des disqualifications de Jerome Young et d'Antonio Pettigrew.
Membre du relais américain lors des championnats du monde, il participe au relais 4 × 400 mètres avec ses compatriotes Pettigrew, Angelo Taylor et Michael Johnson. L'équipe américaine termine première mais est disqualifiée.
Jerome Davis est par ailleurs quadruple médaillé aux Universiades.

## Palmarès
| Date | Compétition                   | Lieu   | Résultat | Épreuve   | Performance  |
| ---- | ----------------------------- | ------ | -------- | --------- | ------------ |
| 1996 | Championnats du monde juniors | Sydney | 2e       | 400 m     | 45 s 86      |
| 1996 | Championnats du monde juniors | Sydney | 1er      | 4 × 100 m | 39 s 36      |
| 1996 | Championnats du monde juniors | Sydney | 1er      | 4 × 400 m | 3 min 3 s 65 |
| 1997 | Universiades                  | Catane | 2e       | 400 m     | 45 s 30      |
| 1997 | Universiades                  | Catane | 1er      | 4 × 400 m | 3 min 2 s 53 |
| 1999 | Universiades                  | Palma  | 1er      | 400 m     | 44 s 91      |
| 1999 | Universiades                  | Palma  | 1er      | 4 × 400 m | 3 min 0 s 88 |

## Records
| Épreuve | Performance | Lieu    | Date         |
| ------- | ----------- | ------- | ------------ |
| 400 m   | 44 s 51     | Séville | 24 août 1999 |